# سیارک ۲۰۶۵۸
سیارک ۲۰۶۵۸ (به انگلیسی: 20658 Bushmarinov، نامگذاری:1999TY270) بیست هزار و ششصد و پنجاه و هشتمین سیارک کشف شده‌است که در ۳ اکتبر ۱۹۹۹ کشف شد.
قدر مطلق سیارک برابر ۱۲.۹ است.